# サンクトペテルブルク歴史地区と関連建造物群
サンクトペテルブルク歴史地区と関連建造物群（サンクトペテルブルクれきしちくとかんれんけんぞうぶつぐん）は、ロシアの都市サンクトペテルブルクの中心部およびその郊外の建造物を含むユネスコの世界遺産の登録物件である。
これらの建築遺産は、バロック様式・新古典主義にロシア文化が融合したものとして特徴づけられる。

## 登録遺産の一覧
以下の36件が登録されている。
1. サンクトペテルブルク歴史地区
2. クロンシュタット歴史地区
3. クロンシュタット要塞
  - コトリン島の砦
    - デン砦 (Люнет «Ден»)
    - シャンツ砦 (Форт «Шанец»)
    - エカテリーナ砦 (Форт «Екатерина»)
    - リフト砦 (Форт «Риф»)
    - コンスタンチン砦 (Форт «Константин»)
    - トルブーヒン灯台 (Маяк Толбухин)

  - フィンランド湾の砦
    - オブルチェフ砦 (Форт «Обручев»)
    - トートレーベン砦 (Форт «Тотлебен»)
    - 北砦1号-7号
    - パーヴェル1世砦 (Форт «Император Павел I»)
    - クロンシュロット砦 (Форт «Кроншлот»)
    - アレクサンドル1世砦 (Форт «Император Александр I»)
    - ピョートル1世砦 (Форт «Император Петр I»)
    - 南砦1号-3号

  - フィンランド湾沿岸の砦
    - リシー・ノス (Лисий Нос)砦
    - イノ砦 (Форт «Ино»)
    - セラヤ・ロシャチ砦 (Батарея «Серая Лошадь»)
    - クラスナヤ・ゴルカ砦 (Форт «Красная Горка»)

  - 市民の建設物
    - 枠工による防塞
    - 杭による防塞
    - 石による防塞
4. ペトロクレポスチ歴史地区（シュリッセリブルク）
5. オレシェク要塞（シュリッセリブルク要塞）(Крепость Орешек)
6. プーシキンの町の宮殿と庭園および歴史地区
7. パヴロフスクの町の宮殿と庭園および歴史地区
8. プルコヴォ天文台
9. ロプシャ (Ропша) 村の宮殿と庭園
10. ゴスティリツィ (Гостилицы) 村の宮殿と庭園
11. タイツィ (Тайцы) 村の宮殿と庭園
12. ガッチナの町の宮殿と庭園および歴史地区
13. トロイツェ・セルギー修道院 (Сергиева Приморская пустынь) の建造物群
14. ストリェリナ (Стрельна) の町の宮殿と庭園および歴史地区
15. ミハイロフカ (Михайловка) 宮殿と庭園
16. ズナメンカ (Знаменка) 宮殿と庭園
17. ペテルゴフの町の宮殿と庭園および歴史地区
18. ソプストヴェンナヤ・ダーチャ (Собственная дача) 宮殿と庭園
19. セルゲエフカ (Сергеевка) 宮殿と庭園
20. ロモノソフの町の宮殿と庭園および歴史地区
21. パヴロヴォ (Павлово) 村とコルトゥシ (Колтуши) 村
22. ジノヴィエフ (Зиновьев) 邸
23. シュワロフ (Шувалов) 邸
24. ヴィアゼムスキー (Вяземский) 邸
25. セストロレツキー・ラズリフ湖 (Сестрорецкий Разлив)
26. イリヤ・レーピン邸「ペナトゥイ」 (Пенаты)
27. コマロヴォ村の墓地 (Комаровское поселковое кладбище)
28. リンドゥロフカの森 (Линдуловская роща)
29. ネヴァ川の河岸と堤防
30. イジョラ段丘 (Ижорский уступ)
31. ドゥデルゴフの丘 (Дудергофские высоты)
32. コルトゥシの丘 (Колтушская возвышенность)
33. ユッキの丘 (Юкковская возвышенность)
34. 道路
  - モスクワ街道 (Московское шоссе)
  - キエフ街道 (Киевское шоссе)
  - サンクトペテルブルク・パブロフスク間の鉄道
  - プーシキン・ガッチナ間の街道
  - ヴォルホンスコエ街道 (Волхонское шоссе)
  - タリン街道 (Таллинское шоссе)
  - ペテルゴフ街道 (Петергофское шоссе)
  - ロプシャ街道 (Ропшинское шоссе)
  - ゴスティリツィ街道 (Гостилицкое шоссе)
  - 沿海街道 (Приморское шоссе)
  - ヴィボルグ街道 (Выборгское шоссе)
  - コルトゥシ街道 (Колтушское шоссе)
  - リゴフスキー運河 (Лиговский канал)
35. 航路筋
  - 海上航路 (Морской канал)
  - ペテルゴフ航路 (Петровский фарватер)
  - クロンシュタット航路 (Кронштадтский фарватер)
  - ゼレノゴルスク航路 (Зеленогорский фарватер)
36. 栄光の緑地帯 (Зелёный пояс Славы)  
  - 大環状防衛線 (Большое кольцо)
  - 命の道 (Дорога жизни)
  - オラニエンバウム橋頭堡 (Ораниенбаумский плацдарм)

### サンクトペテルブルク歴史地区
登録された区域は以下の歴史建築物を含む。
- 旧海軍省周辺
  - エルミタージュ美術館（冬宮殿）
  - 旧参謀本部 (en)
  - 大理石宮殿
  - 旧海軍省
  - 聖イサアク大聖堂（イサク聖堂）
  - ホテル・アストリア
  - マリインスキー宮殿（市議会議事堂）
  - モイカ宮殿
  - ニコラエフスキー宮殿
  - マリインスキー劇場
  - 至聖三者大聖堂 (en)
- ネフスキー大通り周辺
  - ストロガノフ宮殿
  - カザン聖堂
  - 血の上の救世主教会
  - グランド・ホテル・ヨーロッパ
  - ロシア美術館（ミハイロフスキー宮殿）
  - パッサージュ百貨店 (en)
  - ミハイロフスキー城
  - ロシア国立図書館
  - アレクサンドリンスキー劇場 (en)
  - アニチコフ宮殿 (en)
  - アレクサンドル・ネフスキー大修道院
  - タヴリーダ宮殿
  - スモリヌィ修道院 (en)
- ペトロパヴロフスク要塞周辺
  - ペトロパヴロフスク要塞
  - 首座使徒ペトル・パウェル大聖堂（ペトロパヴロフスキー大聖堂）
  - 砲兵博物館 (en)
  - ピョートル小屋 (en)
  - 巡洋艦アヴローラ（オーロラ号）
- ワシリー島
  - プーシキンの家 (en)
  - 海軍中央博物館 (en)
  - 動物学博物館 (en)
  - クンストカメラ（人類学・民族学博物館）
  - 12の学院 (en)
  - メンシコフ宮殿 (en)
  - サンクトペテルブルク美術大学
- エラーギン島
  - エラーギン宮殿

## 登録基準
この世界遺産は世界遺産登録基準のうち、以下の条件を満たし、登録された（以下の基準は世界遺産センター公表の登録基準からの翻訳、引用である）。
- (1) 人類の創造的才能を表現する傑作。
- (2) ある期間を通じてまたはある文化圏において、建築、技術、記念碑的芸術、都市計画、景観デザインの発展に関し、人類の価値の重要な交流を示すもの。
- (4) 人類の歴史上重要な時代を例証する建築様式、建築物群、技術の集積または景観の優れた例。
- (6) 顕著で普遍的な意義を有する出来事、現存する伝統、思想、信仰または芸術的、文学的作品と直接にまたは明白に関連するもの（この基準は他の基準と組み合わせて用いるのが望ましいと世界遺産委員会は考えている）。